# Dumitru Chiriță
Dumitru Chiriță (n. 7 aprilie 1963, Tărtășești, România) este un politician român, ales în legislatura 2000-2004, în județul Argeș pe listele Partidului Social Democrat (PSD), și în legislaturile 2008-2012, 2012-2016 și 2016-2020 în București din partea aceluiași partid. În prima legislatură, Dumitru Chiriță a demisionat din funcția de deputat la 1 noiembrie 2004, când a fost înlocuit de deputatul Constantin Tămagă și a fost membru în grupurile parlamentare de prietenie cu Republica Coasta de Fildeș, Republica Africa de Sud și Republica Coreea. În legislatura 2008-2012, Dumitru Chiriță a fost membru în grupurile parlamentare de prietenie cu Australia, Bosnia și Herțegovina și Republica Chile; în legislatura 2012-2016 el a fost membru în grupurile parlamentare de prietenie cu Republica Kazahstan, Republica Libaneză și Republica Franceză-Adunarea Națională iar în legislatura 2016-2020, el este membru în grupurile parlamentare de prietenie cu Republica Federativă a Braziliei, Republica Kazahstan și Republica Franceză-Adunarea Națională.
În 2017, a demisionat din nou din Parlament, pentru a deveni președinte al Autorității Naționale de Reglementare în Energie și a fost înlocuit în Camera Deputaților de Gabriela Podașcă.